# Bradley Vincent
Bradley Vincent (Ladysmith, 30 novembre 1991) è un nuotatore mauriziano.

## Biografia
Ha rappresentato l'Mauritius ai Giochi olimpici estivi di Rio de Janeiro 2016, classificandosi al 49º posto nei 100 metri stile libero.

## Palmarès
- Campionati africani

Algeri 2018: argento nei 50 m sl; bronzo nei 100 m sl;